# جو ابسولوم
جو ابسولوم (بالإنجليزية: Joe Absolom)‏ هو ممثل بريطاني، ولد في 16 ديسمبر 1978 في المملكة المتحدة.

## وصلات خارجية
- جو ابسولوم على موقع IMDb (الإنجليزية)
- جو ابسولوم على موقع ألو سيني (الفرنسية)
- جو ابسولوم على موقع أول موفي (الإنجليزية)
- جو ابسولوم على موقع قاعدة بيانات الأفلام السويدية (السويدية)
- جو ابسولوم على موقع قاعدة بيانات الفيلم (الإنجليزية)
- جو ابسولوم على موقع كينوبويسك (الروسية)